# Zelotes kulukhunus
Zelotes kulukhunus är en spindelart som beskrevs av FitzPatrick 2007. Zelotes kulukhunus ingår i släktet Zelotes och familjen plattbuksspindlar. Inga underarter finns listade i Catalogue of Life.